# Phallogastraceae
Phallogastraceae är en familj av svampar. Phallogastraceae ingår i ordningen Hysterangiales, klassen Agaricomycetes, divisionen basidiesvampar och riket svampar.
| Phallogastraceae | \| \| Protubera \| \| \| \| \| \| Phallogaster \| \| \| \| |
|                  | \| \| Protubera \| \| \| \| \| \| Phallogaster \| \| \| \| |
|                  | Mesophelliaceae                                            |
|                  |                                                            |
|                  | Hysterangiaceae                                            |
|                  |                                                            |
|                  | Gallaceaceae                                               |
|                  |                                                            |
|                  | Trappeaceae                                                |
|                  |                                                            |
|                  | Protubera                                                  |
|                  |                                                            |
|                  | Phallogaster                                               |
|                  |                                                            |

|  | Protubera    |
|  |              |
|  | Phallogaster |
|  |              |